# Sabí (metge)
Sabí (grec antic: Σαβῖνος, llatí: Sabinus) va ser un metge de la Grècia romana. Va ser un dels més antics comentaristes d'Hipòcrates que va viure abans de Julià, a la part final del segle i.
Fou mestre de Metrodor i Estratònic de Pèrgam. És esmentat sovint per Galè i també per altres escriptors de medicina.